# 约翰·欣德尔
约翰·欣德尔（英語：John Hindle，1934年11月20日—2013年），英国男子曲棍球运动员。他曾代表英国国家队参加1960年和1964年夏季奥林匹克运动会曲棍球比赛，分别获得第四名和第九名。